# Corredor biológico Chichinautzin
El  corredor biológico Chichinautzin es un área de protección de  flora  y fauna de México situado en la zona noroeste del estado de  Morelos, donde abarca doce municipios, así como la parte occidental del Estado de México, y las delegaciones políticas de Milpa Alta y Tlalpan al sur de Ciudad de México. Fue establecida el 30 de noviembre de 1988, protegiendo un área de  37 873,81 ha.
Configura un área protegida singular, la formada por dos parques nacionales (el de El Tepozteco (23 286,51 ha) y el de las Lagunas de Zempoala (4561,75 ha)) que permite conectar con ese corredor biológico.

## Biodiversidad
De acuerdo al Sistema Nacional de Información sobre Biodiversidad de la Comisión Nacional para el Conocimiento y Uso de la Biodiversidad (CONABIO) en el Área de Protección de Flora y Fauna Corredor Biológico Chichinautzin habitan más de 2,845 especies de plantas y animales de las cuales 96 se encuentra dentro de alguna categoría de riesgo de la Norma Oficial Mexicana NOM-059  y 120 son exóticas,

## Decretada como protección de flora y fauna
Proporciona acuíferos que son explotados por las principales ciudades del estado de Morelos gracias a su elevada permeabilidad.
Zona de amortiguamiento para el Valle de Cuernavaca, debido a que representa uno de los límites del Distrito Federal, concretamente su límite sur, por lo que es una zona altamente vulnerable.